# Comunidad Indígena Frente de Defensa Popular
Comunidad Indígena Frente de Defensa Popular är en ort i Mexiko.   Den ligger i kommunen Chilapa de Álvarez och delstaten Guerrero, i den södra delen av landet, 200 km söder om huvudstaden Mexico City. Comunidad Indígena Frente de Defensa Popular ligger 1 546 meter över havet och antalet invånare är 103.
Terrängen runt Comunidad Indígena Frente de Defensa Popular är kuperad åt sydväst, men åt nordost är den bergig. Runt Comunidad Indígena Frente de Defensa Popular är det ganska glesbefolkat, med 42 invånare per kvadratkilometer. Närmaste större samhälle är Chilapa de Alvarez, 2,7 km söder om Comunidad Indígena Frente de Defensa Popular. Omgivningarna runt Comunidad Indígena Frente de Defensa Popular är en mosaik av jordbruksmark och naturlig växtlighet.